# ようこそお花畑とマッシュルーム王国へ
『ようこそお花畑とマッシュルーム王国へ』（ようこそおはなばたけとマッシュルームおうこくへ 英語訳：Welcome to the Flower Fields and the Mushroom Kingdom!）は、日本のロックバンド、ザ・コレクターズ(THE COLLECTORS)のインディーズ・アルバム。

## 概要
インディーズ・レーベルであるMINT SOUND RECORDSよりリリースされた、ザ・コレクターズによる最初のアルバム。この作品のリリース前、ザ・コレクターズがMINT SOUND RECORDSのオムニバス・アルバム『Attack of... Mushroom People!』に「COLLECTOR (僕はコレクター)」で参加した。その際、レーベル・マスターの小森敏明がバンドを気に入ったのをきっかけに、このアルバムのリリースに至ったという。
アルバムは、加藤ひさしが所有していたティアック製の4トラックテープレコーダーと、小森敏明が所有していた8トラックレコーダー(TASCOM-58)によりレコーディングされ、25センチ盤のLPレコードで3000枚プレスされた。その後長く廃盤になり幻の作品となっていたが、2006年に日本コロムビアよりリリースされたDVDボックス「20th ANNIVERSARY DVD BOX ALL MOD GEAR」に初めてCD化され封入された。2012年にはCDと共に、当時のライブ映像が収められたDVDが付いて再発された。
収録曲は、後のメジャー・デビュー後に再録されてアルバムに収められていく。

## 収録曲

### CD
- 全曲作詞・作曲：加藤ひさし

side Mushroom Kingdom
1. BoKuWa COLLECTOR (僕はコレクター)
2. ROBOT FACTORY (ロボット工場)
3. NICK! NICK! NICK!
4. PRAMODEL (プ・ラ・モ・デ・ル)
5. 1･2･3･4･5･6･7 DAY'S A WEEK

side Flower Fields
1. NiJiiRo CIRCUS (虹色サーカス団)
2. ToBiRa O TaTaiTe (扉をたたいて)
3. WRIGLEY'S CHEWING GUM (CHEWING GUM)
4. YuMeMiRu KiMi To BoKu (夢みる君と僕)
5. 2065

CD化ボーナス・トラック
1. BoKuWa COLLECTOR (Radio Edit)

### 再発盤DVD
1. Opening
2. BoKuWa COLLECTOR (at Ginga Studio '87.7.10)
3. BoKuWa COLLECTOR (at Shibaura Ink Stick ’87.8.12)
4. FUNNY FACE (at Shibaura Ink Stick ’87.8.12)
5. TOO MUCH ROMANTIC! (at Shibaura Ink Stick ’87.8.12)
6. AnoKoWa DenKiJiShaKu (at Roppongi Ink Stick’87.10.11)
7. CHEWING GUM (at Roppongi Ink Stick’87.10.11)
8. NICK! NICK! NICK! (at Roppongi Ink Stick’87.10.11)
9. BoKuNo TIME MACHINE (at Roppongi Ink Stick’87.10.11)